# Sviptungur
Sviptungur är en bergstopp i republiken Island. Den ligger i regionen Austurland, 300 km öster om huvudstaden Reykjavík. Toppen på Sviptungur är 914 meter över havet.
Trakten runt Sviptungur är nära nog obefolkad, med mindre än två invånare per kvadratkilometer. Det finns inga samhällen i närheten. Trakten runt Sviptungur består i huvudsak av gräsmarker.